# Janis Tsilis
Janis Tsilis, gr. Γιάννης Τσίλης (ur. 15 lipca 1986 w Janinie) – grecki wioślarz.

## Osiągnięcia
- Mistrzostwa Świata Juniorów – Troki 2002 – czwórka bez sternika – 8. miejsce[1].
- Mistrzostwa Świata Juniorów – Ateny 2003 – czwórka bez sternika – 6. miejsce[1].
- Mistrzostwa Świata Juniorów – Banyoles 2004 – dwójka bez sternika – 2. miejsce[1].
- Mistrzostwa Świata U-23 – Hazewinkel 2006 – czwórka bez sternika – 2. miejsce[1].
- Mistrzostwa Świata U-23 – Glasgow 2007 – dwójka bez sternika – 1. miejsce[1].
- Mistrzostwa Świata – Monachium 2007 – czwórka bez sternika – 13. miejsce[1].
- Mistrzostwa Europy – Poznań 2007 – czwórka bez sternika – 3. miejsce[1].
- Mistrzostwa Europy – Ateny 2008 – czwórka bez sternika – 1. miejsce[1].
- Mistrzostwa Europy – Montemor-o-Velho 2010 – czwórka bez sternika – 2. miejsce[1].